# Coupe d'Arménie de football 2002
Navigation
Coupe d'Arménie 2001 Coupe d'Arménie 2003
La Coupe d'Arménie 2002 est la 11e édition de la Coupe d'Arménie depuis l'indépendance du pays. Elle prend place entre le 30 mars et le 27 mai 2002.
Un total de seize équipes participe à la compétition, correspondant à onze des douze clubs de la première division 2002, à l'exception du  Lernagorts Ararat, auxquels s'ajoutent cinq équipes du deuxième échelon.
La compétition est remportée par le Pyunik Erevan qui s'impose contre le Zvartnots-AAL Erevan à l'issue de la finale pour gagner sa deuxième coupe nationale. Cette victoire permet au Pyunik de réaliser le doublé Coupe-championnat et de se qualifier pour l'édition 2003 de la Supercoupe d'Arménie. Le club étant par ailleurs déjà qualifié pour la Ligue des champions 2002-2003, la place en Coupe UEFA du vainqueur de la coupe est réattribuée au Zvartnots-AAL en qualité de finaliste.

## Huitièmes de finale
Les matchs aller sont disputés les 30 et 31 mars 2002, et les matchs retour entre le 3 et le 7 avril suivants.
| Équipe 1                | Score  | Équipe 2                     | Aller | Retour |
| ----------------------- | ------ | ---------------------------- | ----- | ------ |
| Dinamo Erevan (D2)      | 0 - 13 | (D1) Pyunik Erevan           | 0 - 5 | 0 - 8  |
| Banants Erevan (D1)     | 4 - 1  | (D1) Lernayin Artsakh Erevan | 3 - 0 | 1 - 1  |
| Lori FC (D1)            | 1 - 9  | (D1) Mika Ashtarak           | 1 - 2 | 0 - 7  |
| Lokomotiv Erevan (D2)   | 1 - 7  | (D1) Shirak FC               | 1 - 6 | 0 - 1  |
| FC Armavir (D2)         | 0 - 10 | (D1) Spartak Erevan          | 0 - 6 | 0 - 4  |
| Spartak-2 Erevan (D2)   | 2 - 6  | (D1) Ararat Erevan           | 0 - 4 | 2 - 2  |
| Dinamo-2000 Ereran (D1) | 3 - 0  | (D1) Kotayk Abovian          | 2 - 0 | 1 - 0  |
| Pyunik-2 Erevan (D2)    | 1 - 12 | (D1) Zvartnots-AAL Erevan    | 1 - 6 | 0 - 6  |

## Quarts de finale
Les matchs aller sont disputés les 19 et 20 avril 2002, et les matchs retour les 27 et 28 avril suivants.
| Équipe 1                  | Score  | Équipe 2                | Aller | Retour |
| ------------------------- | ------ | ----------------------- | ----- | ------ |
| Banants Erevan (D1)       | 1 - 4  | (D1) Pyunik Erevan      | 1 - 2 | 0 - 2  |
| Mika Ashtarak (D1)        | 2E - 2 | (D1) Kotayk Abovian     | 0 - 1 | 2 - 1  |
| Zvartnots-AAL Erevan (D1) | 7 - 3  | (D1) Dinamo-2000 Erevan | 3 - 3 | 4 - 0  |
| Ararat Erevan (D1)        | 2 - 3  | (D1) Spartak Erevan     | 1 - 0 | 1 - 3  |

## Demi-finales
Les matchs aller sont disputés les 14 et 15 mai 2002, et les matchs retour les 20 et 21 mai suivants.
| Équipe 1                  | Score | Équipe 2            | Aller | Retour |
| ------------------------- | ----- | ------------------- | ----- | ------ |
| Pyunik Erevan (D1)        | 7 - 2 | (D1) Mika Ashtarak  | 4 - 1 | 3 - 1  |
| Zvartnots-AAL Erevan (D1) | 3 - 1 | (D1) Spartak Erevan | 0 - 0 | 3 - 1  |

## Finale
La finale de cette édition oppose les deux clubs erevains du Pyunik et du Zvartnots-AAL. Le Pyunik dispute à cette occasion sa quatrième finale de coupe depuis 1992, s'étant imposé une fois en 1996. Le Zvartnots-AAL atteint quant à lui ce stade pour la deuxième fois, s'y étant incliné deux ans plus tôt lors de l'édition 2000.
Disputée le 27 mai 2002 au stade Républicain Vazgen-Sargsian d'Erevan, la rencontre tourne à l'avantage du Pyunik au cours de la première période, celui-ci ouvrant la marque à la 18e minute par l'intermédiaire de Mamadou Diawara avant qu'Artavazd Karamyan (en) n'aggrave la marque juste avant la pause. Le score n'évolue plus par la suite et permet au club de remporter sa deuxième coupe nationale.
| Entraîneur :     |
| Oscar López (en) |

| Entraîneur :             |
| Samvel Khasaboglian (ru) |

| Entraîneur :     |
| Oscar López (en) |

| Entraîneur :             |
| Samvel Khasaboglian (ru) |